# Fabian Cortez
Fabian Cortez es un villano del cómic X-Men de Marvel Comics. Fue creado por Chris Claremont y Jim Lee, e hizo su debut en X-Men vol. 2 # 1, en 1991. Era parte del equipo de villanos conocidos como los Acólitos.

## Biografía ficticia

### Acólitos
Aparentemente el mutante conocido como Fabian Cortez, está emparentado con la realeza española. Fabian Cortez fue quien organizó a los originales Acólitos, quienes se comprometieron a Magneto, el Amo del Magnetismo y a su causa. Cortéz incitó y manipuló a Magneto para combatir a la humanidad y los X-Men, batalla que concluyó con la destrucción del Asteroide M, la base de Magneto, y la muerte de los Acólitos originales, incluyendo a la propia hermana de Cortez, Anna-Marie. En realidad, el responsable de la destrucción del Asteroide, fue el propio Cortez, quien reveló ser parte de los Upstarts, y por lo tanto, parte de su juego de eliminar a otros mutantes poderosos. Cortez se colocó inicialmente a la cabeza del juego de los Upstarts, pues todos creían que Magneto había muerto.
Cortez reclutó a un grupo nuevo de Acólitos que, creyendo Magneto estaba muerto, lo adoran como a un dios, siguiendo a Cortez en su nombre. Entre sus muchos ataques, se encuentran el de un orfanato, y el secuestro de la Dra. Moira MacTaggert en el Monasterio Saint-Francis, lo que derivó en otro combate con los X-Men. Cortez fue gravemente herido en el combate por Wolverine. Magneto eventualmente resurgió, enviando a su heraldo elegido, Exodus ainformar a los Acólitos de la traición de Cortez. Los Acólitos dan la bienvenida a Éxodus como su nuevo líder.

### Lazos de Sangre
Temiendo la ira de Magneto, Cortez huye a Genosha. Hablando en nombre de Magneto, incita a la población mutante de la nación en iniciar una guerra civil contra los seres humanos, el primer ejemplo de la guerra genética entre el hombre y mutante. Con la ayuda de los mutados, Cortez secuestra a Luna Maximoff, la nieta de Magneto (hija de Quicksilver y Crystal), con la intención de usarla como un escudo para protegerse de Magneto, los X-Men y los Vengadores. Cortez no se da cuenta de que Magneto había quedado recientemente amnésico tras su combate con Charles Xavier. Pero Exodus se aparece en Genosha, y aparentemente mata a Cortez.

### Regreso a los Acólitos y muerte
Meses más tarde, Cortez vuelve a aparecer. Manipula a Joseph, haciéndolo pasar por Magneto, enfrentándolo contra Exodus, en un intento por recuperar el control de los Acólitos. A pesar del fracaso de su plan, se le permitió regresar al equipo. Meses más tarde, en un momento en que Éxodus fue encarcelado brevemente, los Acólitos se dividieron en dos grupos, cada uno la búsqueda de Magneto. Cortez lideró a un grupo, pero lo abandonó durante una batalla con los X-Men, al darse cuenta de cómo se ha estado utilizando para sus propios fines.
Solo de nuevo, Cortez se sorprende al ser contratado por el propio Magneto, a quien las Naciones Unidas le han dado el control de Genosha. Viendo como Fabian Cortez lo había traicionado antes, Magneto sólo permite a Cortez servirle en Genosha porque sus poderes se han reducido y el poder mutante de Cortez es aumentar las capacidades de otros mutantes. Después de otro intento de traición, Cortez es descubierto por Magneto, quien lo asesina arrojándolo desde lo alto de su fortaleza en Hammer Bay.

### Necrosha
Mucho después, Magneto se une a los X-Men en Utopía. La hechicera mutante Selene tiene un interés especial en Magneto por su participación en su derrocamiento como Reina Negra del Club Fuego Infernal. Ella resucita a Cortez y a los Acólitos Delgado y Mellencamp y los envía a matar a Magneto. Ellos encuentran la oposición del mercenario Deadpool. En un momento de la batalla, Cortés toma a la mutante Loa como rehén. Pero Loa se revela y con ayuda de Deadpool, acaba con el zombi Cortez y los otros Acólitos.

## Poderes
Cortez posee la capacidad de reforzar el poder de otro mutante. Él podía mejorar las habilidades de un mutante a límites peligrosos, fuera de su control (temporalmente arrancarán a expensas de quemar sus cuerpos).

## Otras versiones

### Marvel Zombies
Fabian Cortez tiene una participación estelar en este universo. Al morir Magneto a manos de los zombis, Cortez se hace cargo de los Acólitos, uno de los pocos grupos terícolas que se salvaron de la plaga zombi. En la secuela, el hijo de Cortez liderea una colonia terrícola libre de la plaga zombi.

## En otros medios

### Televisión
- Fabian Cortez aparece por primera vez en el episodio de dos partes de X-Men "Sanctuario", con la voz de Jeffrey Max Nicholls. Como en la historia de los cómics, Cortez es el líder de los Acólitos y usa sus poderes para reforzar las propias habilidades de Magneto. Sin embargo, los sentimientos extremos antihumanos de Cortez lo llevan a traicionar a Magneto e intentar matarlo, incriminando al Profesor X,  Bestia y Gambito, capturando y torturando a este último. Cortez amenaza con destruir la Tierra, pero es detenido por los X-Men y Amelia Voght, quien revela la traición de Cortez a los otros Acólitos y a toda la población mutante del Asteroide M. Está atrapado en el Asteroide M por un Magneto vengativo, pero es rescatado de su destrucción por Apocalipsis y Ave de Muerte. Apocalipsis le otorga la capacidad de alterar las mutaciones de otros mutantes. Cortez luego aparece en el episodio de la temporada final "El Quinto Jinete", ahora convertido en un sirviente y adorador de su salvador. Cortez reúne un culto que adora a Apocalipsis, así como a los Sabuesos, un cuarteto de mutantes alterados, en un intento por encontrar un nuevo cuerpo para Apocalipsis (quien fue derrotado y dejado sin cuerpo en "Más allá del bien y del mal"). Cortez captura a Júbilo y convierte a Bestia en un monstruo salvaje, pero es detenido por Caliban (que era uno de los Sabuesos). Después de ser derrotado, Cortez pide perdón a Apocalipsis por su fracaso. Sin embargo, Apocalipsis no está enojado, afirmando que Cortez ha logrado proporcionarle un nuevo recipiente. Cuando Cortez pregunta qué quiere decir, Apocalipsis toma posesión del cuerpo de Cortez.

### Videojuegos
- Fabian Cortez es un jefe en X-Men: Gamesmaster's Legacy. Al derrotarlo libera a Bishop.
- Cortez también aparece en X-Men 2: Clone Wars para Sega Genesis, como jefe durante la etapa 3, antes de que Magneto sea reclutado como personaje jugable. Vuela alrededor del nivel en un jetpack, finalmente atravesando la ventana al final del escenario.